# Asplenium barrancense
Asplenium barrancense är en svartbräkenväxtart som först beskrevs av Bennert och D.E.Mey., och fick sitt nu gällande namn av Pericás, Rosselló. Asplenium barrancense ingår i släktet Asplenium och familjen Aspleniaceae. Inga underarter finns listade.